# Urochordata
Los urocordados (Urochordata) o tunicados (Tunicata) son un subfilo de animales encuadrado dentro del filo de los cordados (Chordata), el mismo del que forman parte los vertebrados, todos ellos situados en el clado (rama evolutiva) de los deuteróstomos. Comprenden unas 3090 especies, todas marinas, y con distinto tipo de movilidad: bentónicas, planctónicas, solitarias o coloniales. Según los análisis filogenéticos son el grupo hermano de los vertebrados formando con ellos el clado Olfactores.

## Características
Reciben el nombre de tunicados porque la pared del cuerpo segrega una túnica constituida por una sustancia celulósica llamada tunicina; las larvas  presentan notocorda en la región caudal. El cuerpo está dividido en tórax y abdomen (a veces prolongado en un postabdomen); en el tórax se localiza la faringe que funciona como elemento para captura de alimento y respiración (esto último también ocurre en las paredes de la cavidad atrial que recubre dicha faringe). El sistema digestivo nace en una boca que comunica con la faringe perforada por un número variable de hendiduras branquiales; en la región anatómicamente ventral del animal se encuentra el endostilo, constituido por un surco provisto de células ciliadas y mucosas que segregan una sustancia mucilaginosa. Los nutrientes aglutinados por el mucílago son conducidos por el movimiento de unos flagelos durante todo el trayecto por el aparato digestivo.
El sistema nervioso de los urocordados está muy reducido, y esto refleja un ciclo de vida relativamente inactivo. Poseen un pequeño ganglio cerebroide por encima del extremo anterior de la faringe y del cual derivan algunos nervios que se dirigen hacia los músculos del resto del cuerpo. En el estado larval, los urocordados presentan un cordón nervioso dorsal bien desarrollado, el cual se pierde cuando llegan a su estado adulto, y en general los receptores sensoriales están poco desarrollados en este grupo de animales.
Su sistema circulatorio está poco desarrollado, el cual está conformado por un corazón tubular que realiza sus latidos de forma peristáltica, y del que salen dos vasos sanguíneos uno hacia la parte anterior y otro hacia la posterior. Estos vasos desembocan en espacios alrededor de los órganos internos para irrigarlos (estos también irrigan la túnica). El intercambio gaseoso se produce por difusión simple en las paredes del cuerpo, en especial en las mucosas de la faringe y del atrio. Aunque la fisiología respiratoria de estos animales esta poco estudiada.
En lo que respecta al soporte y locomoción de estos animales, poseen una túnica conformada por una secreción del epitelio externo que puede variar en grosor y consistencia. Esta túnica puede considerarse el exoesqueleto del animal, esto se debe a que posee algunos tipos celulares (amebocitos y células sanguíneas) e incluso puede llegar a poseer vasos sanguíneos. Bajo el epitelio externo de estos animales se encuentran unas bandas musculares orientadas en sentido longitudinal,  que tienen la función de retraer los sifones. También poseen esfínteres para el cierre de estas estructuras. Además, poseen una cavidad llamada atrio o cavidad perifaríngea, a la que desemboca el agua que ha atravesado las hendiduras branquiales. Esta agua luego sale por el sifón exhalante.

## Ciclo vital
Los urocordados son hermafroditas. La fecundación es habitualmente externa. Los gametos se expulsan por el sifón exhalante. Al completarse la fecundación se forma un zigoto que se convierte en una larva parecida a un renacuajo en cuanto a morfología.
Las larvas, que son nadadoras, están dotadas de cola con notocorda, de ahí el nombre de urocordados (uro = cola). Estas larvas nadadoras son de vida pelágica hasta que adoptan un fototropismo negativo que las hace descender al fondo. Entonces, a raíz de una metamorfosis, la cola desaparece por reabsorción, pierden la notocorda y sufren una inversión de 180° que hace abrirse el sifón, reorganizarse la posición de las gónadas y adoptar la vida adulta de forma bentónica en el fondo del mar. Algunas especies son vivíparas (los embriones se desarrollan en una cámara interna), este fenómeno se da en ascidias compuestas. Además de estas adaptaciones se ha observado que estos organismos pueden variar en gran medida su ciclo de vida, un ejemplo de este fenómeno sería la especie Protostyela longicauda, en la cual se produce una larva que no posee la capacidad de nadar, aunque se puede llegar incluso a especies que tienen un desarrollo directo (es decir que no pasan por estado de larva).
En estos organismos además se pueden encontrar formas de reproducción asexual, principalmente en taliáceos y ascidias coloniales en los cuales se generan yemas que pueden variar mucho en composición, siendo las más simples porciones de las paredes del animal, y las más complejas yemas que contienen partes de epidermis, gónadas, tubo digestivo, etc. Estas yemas son una adaptación para cubrir el sustrato cercano y así colonizarlo.

## Clases
Hay 4 clases incluidas en los Urocordados, estas son:
- Las ascidias (Ascidiacea) o jeringas de mar son formas bentónicas (es decir, que crecen sobre el fondo) solitarias o coloniales, con una cutícula hecha de polisacáridos (un hecho excepcional entre los animales), y no poseen cordón nervioso dorsal en estado adulto. Expulsan agua por el sifón cuando se las irrita y es sorprendente la concentración de vanadio y niobio en su sangre.
- Las salpas (Thaliacea) o tunicados pelágicos son planctónicas (viven en suspensión), solitarias o coloniales, en este último caso con muchos individuos creciendo alineados sobre un eje común, tienen sifones inhalantes y exhalantes situados en extremos opuestos, los cuales son usados como medio de locomoción.
- Las apendicularias (Appendicularia) son formas pelágicas (de aguas libres) solitarias, nadadoras, que conservan en la edad adulta la simetría y polaridad típicas de los cordados (Chordata), su cuerpo está encerrado en una capa gelatinosa.
- La clase Aspiraculata (Sorberacea) son organismos muy similares a las ascidias, siendo estos bentónicas, viven a grandes profundidades, poseen un cordón nervioso dorsal en estado adulto y son carnívoros.

## Usos culinarios
Algunos tipos de urocordados son consumidos como alimento; ejemplo de ello es el piure (Pyura chilensis), de las costas de Chile; el Microcosmus sabatieri del mar Mediterráneo; el Halocynthia roretzi en las costas de Corea y Japón, o el Styela clava en Corea.

## Clasificación
Taxononomía:
- Clase Ascidiacea
  - Orden Aplousobranchia
    - Familia Clavelinidae
    - Familia Diazonidae
    - Familia Didemnidae
    - Familia Euherdmaniidae
    - Familia Holozoidae
    - Familia Placentelidae
    - Familia Polycitoridae
    - Familia Polyclinidae
    - Familia Protopolyclinidae
    - Familia Pseudodistomidae
    - Familia Pycnoclavellidae
    - Familia Ritterellidae
    - Familia Stomozoidae

  - Orden Phlebobranchia
    - Familia Agneziidae
    - Familia Ascidiidae
    - Familia Cionidae
    - Familia Corellidae
    - Familia Dimeatidae
    - Familia Hypobythiidae
    - Familia Octacnemidae
    - Familia Perophoridae
    - Familia Plurellidaehttps

  - Orden Stolidobranchia
    - Familia Hexacrobylidae
    - Familia Molgulidae
    - Familia Plidaeuridae
    - Familia Pyuridae
    - Familia Styelidae
- Clase Larvacea
  - Orden Copelata
- Clase Sorbereacea
  - Orden Aspiraculata
- Clase Thaliacea
  - Orden Doliolida
  - Orden Pyrosomida
  - Orden Salpida